# 日本エディタースクール
日本エディタースクール（にほんエディタースクール）は、東京都千代田区神田猿楽町にある編集者・ライター・校正者等を養成する教育施設。1964年（昭和39年）開校。出版関係の教育施設としては日本有数の歴史を誇る。設置者は有限会社日本エディタースクール。

## 沿革
- 1964年（昭和39年） - 編集者の「職能の確立」を目的とし、東京都新宿区市谷田町に開校。
- 1966年（昭和41年） - 校正技能検定開始。
- 1988年（昭和63年） - 出版教育研究所設立。
- 1990年（平成  2年） - 校舎を市谷田町から神田三崎町に移転。
- 2011年（平成23年） - 校正技能検定の級を上・中・下に改称。
- 2021年（令和  3年） - 校舎を神田三崎町から現在の神田猿楽町に移転。

## 講座
全日制
編集者養成総合科（週5日・1年）、校正者養成専門コース（週4日・半年）
夜間講座
総合コース、編集コース、校正コース、選択研修コース、校正検定訓練上・中級、InDesign本づくりコース
土曜講座
編集教室、校正教室、InDesign本づくりコース
通信講座
校正コース、校正フレックスコース、雑誌編集入門コース、雑誌記事入門コース、文章コース
この他に、企業内での校正技能の社内研修も請け負っている。

## 関係者

### 歴代校長（代表取締役）
- 吉田公彦
- 稲庭恒夫
- 下重一正

### 講師（過去を含む）
- 井家上隆幸 - 作家
- 岩本敏 - 編集者（『サライ』創刊編集長）
- 江刺昭子 - 評伝作家（田村俊子賞）
- 大西哲彦 - 編集者・エディトリアルデザイナー
- 鎌田慧 - ルポライター（毎日出版文化賞、新田次郎文学賞）
- 川添裕 - 編集者・横浜国立大学教授
- 境田稔信 - 校正者
- 定村忠士 - 編集者・評論家
- 下村昭夫 - 編集者（出版メディアパル社長）
- 豊田きいち - 編集者（『週刊少年サンデー』創刊編集長）・著作権研究者
- 仲俣暁生 - 編集者（『本とコンピュータ』元編集長）・評論家
- 西村良平 - 編集者
- 野村進 - ノンフィクション作家（大宅壮一ノンフィクション賞、講談社ノンフィクション賞）
- 野村保惠 - あるふぁ企画代表
- 李長声 - 編集者、エッセイスト
- 山口泉 - 作家（太宰治賞優秀賞）

### 主な卒業生
- 早坂隆 - ノンフィクション作家

## 出版部
- 編集者・校正者養成用のテキスト作成のため、出版部がある。ISBNは88888

### 主な刊行物
- 『新編　出版編集技術』上・下（ISBN 4888882622、ISBN 4888882630）
- 『新編　校正技術』1,2,3,4 （ISBN 9784888883986、ISBN 9784888883993、ISBN 9784888884006、ISBN 9784888884013）
- 『標準　編集必携』第2版 （ISBN 4888883254）
- 『標準　校正必携』第8版 （ISBN 9784888883924）
- 500円シリーズ

## 校正技能検定
校正者の校正技術の確立のため、1966年（昭和41年）より、校正技能検定を実施。2011年（平成23年）より、級の名称を、三級・四級（準四級）・五級から、上級・中級・初級に改称した。

## 書籍製作技能検定
書籍製作の基本的技術の確立のため、設立。4級試験のみ実施されている。

## 出版教育研究所
1988年（昭和63年）に、出版界に資する人材育成について多角的に研究するために設立。

## 国際交流
上海出版印刷高等選科学校と交流関係にある。

## 所在地とアクセス
東京都千代田区神田猿楽町2-1-14
- JR水道橋駅、JR御茶ノ水駅、地下鉄神保町駅より徒歩